# Charles-Ambroise Lozier
Charles-Ambroise Lozier, né le 8 janvier 1784 à Saint-Philbert-des-Champs et enterré le 16 janvier 1865 à Arauco, est un militaire, géographe, professeur et ingénieur français installé au Chili.

## Biographie
Il appartient à la Grande Armée de Napoléon Bonaparte et participe aux guerres napoléoniennes qui le conduisent en Espagne puis, en 1816, aux États-Unis.
Il arrive à Buenos Aires en 1817 à bord du navire Clifton, parmi les officiers au service du Chili, mandatés par José Miguel Carrera, pour lutter pour l'indépendance de ce pays ; cependant, à son arrivée dans la capitale argentine, la traversée des Andes et la bataille de Chacabuco ont déjà eu lieu. Le directeur suprême des Provinces-Unies du Río de la Plata, Juan Martín de Pueyrredón, maintient l'équipage dans la ville jusqu'à ce que chacun des membres de l'équipage émigre de son côté.
En 1823, le gouvernement chilien le charge de dresser une carte topographique du territoire national, mais la mission échoue faute de moyens. L'année suivante, il s'installe à Concepción et apprend la langue mapuche. Carlos Eduardo Bladh, un voyageur d'origine suédoise, l'invite à créer un cadran solaire sur la colline Santa Lucia de Santiago, qui donnera naissance à la tradition du « Cañonazo de las doce », où chaque fois qu'il est midi, un canon retentit pour marquer l'heure, une tradition qui se perpétue jusqu'à aujourd'hui. En 1825 et 1826, il enseigne les mathématiques et l'arpentage à l'Instituto Nacional General José Miguel Carrera, en plus d'être le premier recteur civil de l'école.
Après le tremblement de terre de Concepción de 1835, Lozier est chargé de tracer les nouvelles rues pour la réinstallation de la ville de Chillán, qui a été détruite. Le point central du tracé des rues correspond à la Plaza de armas de Chillán, dont les rues seraient parfaitement orientées, selon le pôle Nord magnétique. Aujourd'hui, la zone où il a tracé les rues est connue sous le nom de secteur de Las Cuatro Avenidas.
Lozier meurt aux alentours du 14 janvier 1865 et est enterré le 16 janvier dans la paroisse de San José de Arauco, après avoir fait don d'une partie de sa fortune à la construction d'une école dans sa ville natale. Son décès est transcrit le 12 mars 1873 à l'état civil de Saint-Philbert-des-Champs.

## Publications
- Explication des figures du zodiaque, considérées comme symboles, Versailles, Auguste Montalant, 1858, 23 p. (OCLC 457680080).